# Arisaema macrospathum
Arisaema macrospathum là một loài thực vật có hoa trong họ Ráy (Araceae). Loài này được Benth. mô tả khoa học đầu tiên năm 1840.